# William Antônio Rodrigues
William Antônio Rodrigues ( n. 1928, São João Del Rei, Minas Gerais) es un botánico brasileño.
Se gradúa en Historia Natural en la Facultad de Filosofía, Ciencias y Letras en 1954; doctorándose en Biología Vegetal en la Universidad Estadual de Campinas en 1976. En 2008 se retira ya como profesor senior de la Universidad Federal de Paraná.
Tiene vasta experiencia en Taxonomía de Fanerógamas, y principalmente en los temas de : flora amazónica, taxonomía vegetal, Myristicaceae, fitogeografía y fitosociología.
Ha realizado 160 trabajos, 2 libros, 34 capítulos de libros, 75 artículos en revistas científicas nacionales y extranjeras, 60 comunicaciones publicadas en anales de eventos científicos nacionales e internacionales. Propuso cuarenta spp., descobrió un género nuevo de euforbiácea (Micrandropsis).

## Honores

### Epónimos
Un género nuevo de la familia de las Lauráceas, Williamodendron, fue descripto por el botánico alemán Klaus Kubitzki en su homenaje
- La abreviatura «W.A.Rodrigues» se emplea para indicar a William Antônio Rodrigues como autoridad en la descripción y clasificación científica de los vegetales.[1]